# El Trapiche (Reforma)
El Trapiche es una localidad del municipio de Reforma ubicado en el noroeste del estado mexicano de Chiapas.

## Geografía
La localidad de El Trapiche se sitúa en las coordenadas geográficas 17°52′53″N 93°14′15″O / 17.881389, -93.237500, a una elevación de 19 metros sobre el nivel del mar.

## Demografía
Según el Conteo de Población y Vivienda 2020, efectuado por el Instituto Nacional de Estadística y Geografía, la localidad de El Trapiche tiene 222 habitantes, de los cuales 119 son del sexo masculino y 103 del sexo femenino. Su tasa de fecundidad es de 2.88 hijos por mujer y tiene 52 viviendas particulares habitadas.
| Gráfica de evolución demográfica de El Trapiche entre 1910 y 2020 |
|                                                                   |
| INEGI.                                                            |